# Autostrada A52 (Italia)
La tangenziale Nord di Milano è un'autostrada tangenziale italiana, codificata come A52, tangente l'area suburbana di Milano nella sua parte nord. Gestita dalla Milano Serravalle-Milano Tangenziali e da Autostrade per l'Italia, più un breve raccordo di SATAP, collega Rho a ovest con Cologno Monzese a est, passando per Paderno Dugnano e Cinisello Balsamo.
Insieme con la A51 (tangenziale Est di Milano), la A58 (tangenziale Est Esterna di Milano) e la A50 (tangenziale Ovest di Milano), compone il più esteso sistema italiano di tangenziali intorno a una città: aggiungendo alle tre tangenziali il tratto urbano della A4 che corre parallelo alla tangenziale Nord (il tratto della Nord è però molto più sinuoso), si ottiene un sistema di autostrade urbane che circonda totalmente il comune di Milano. Il flusso di traffico che interessa questo tratto autostradale è di circa 80.000 transiti giornalieri.

## Storia
Iniziata dalla società concessionaria Milano Serravalle - Milano Tangenziali S.p.A. e terminata da Autostrade per l'Italia dopo tre decenni, la tangenziale Nord ha la funzione di collegare le aree fortemente urbanizzate e industrializzate della Brianza con l'autostrada Torino-Trieste e con la tangenziale Est, rappresentando l'alternativa alla A4 per il traffico locale. L'intera opera ha sofferto di una cronica mancanza di finanziamenti che ne ha allungato i tempi di costruzione.
I lavori per il primo tronco, da Cologno Monzese a Paderno Dugnano, sono terminati nel 1994. Tra marzo 2005 e il 2008 è stato invece aperto il lotto di collegamento tra Rho, la fiera di Milano, e la A8, primo tratto del tronco ovest, completato nella propria interezza (fino a Baranzate) nel 2015, per Expo. I collegamenti tra i due tronchi, da Baranzate a Paderno Dugnano, sono stati invece a lungo garantiti dalla strada provinciale Monza-Rho. Il 9 febbraio 2009 era stato approvato da ANAS il progetto preliminare di completamento dell'A52, dal costo previsto di 428 milioni di euro. I lavori, iniziati nell'aprile del 2014, vennero suddivisi in 3 lotti e gestiti dalla società Milano Serravalle - Milano Tangenziali ad eccezione della variante di Baranzate, gestita da Autostrade per l'Italia. Dal 27 aprile 2015, in vista di Expo, è stata aperta provvisoriamente una bretella a due corsie di marcia per creare continuità fra la tratta est e la ovest, garantendo fluidità al traffico. L'inaugurazione ufficiale del viadotto che scavalca la SS35 e della galleria fonica nei pressi di Paderno Dugnano si è tenuta il 14 novembre 2022, completando così l'autostrada nella propria interezza.L'apertura effettiva al traffico del nuovo ed ultimo tratto della tangenziale nord è avvenuta il mattino successivo; restano da completare alcune opere secondarie esterne alla sede stradale.
Con la conclusione delle opere si sono conseguiti due obiettivi importanti: consentire un percorso che attraversasse l'area settentrionale del capoluogo lombardo da est ad ovest alternativo al tratto urbano dell'A4 e chiudere l'anello rappresentato dalle tangenziali A50-A51-A52.
A differenza della A50 e della A51, la A52 non ha ancora attribuito una numerazione a tutte le proprie uscite.

## L'autostrada oggi
Ha una lunghezza di circa 26 km ed è costituita da due corsie per senso di marcia più la corsia di emergenza. Ha un andamento per la maggior parte curvilineo a causa del territorio densamente urbanizzato, 16 uscite e 4 interconnessioni autostradali. Il limite di velocità varia da un minimo di 60 km/h ad un massimo di 90 km/h.
Ha inizio con il km 0 dalla connessione nei pressi del comune di Sesto San Giovanni con la tangenziale est, da cui raccoglie solo il traffico proveniente dalla carreggiata nord e sulla quale si immette solamente in direzione sud. Passata la barriera autostradale di Sesto San Giovanni, dal km 4 al km 12, così come dal 17 al 20, è stata costruita totalmente in trincea, riducendo di molto l'impatto ambientale sul territorio circostante.
Si collega con l'autostrada Serenissima Torino-Trieste nel territorio del comune di Monza, proseguendo poi nel comune di Cinisello Balsamo, incrociando la SS36, fino a sovrappassare la SS35 Milano-Meda.
Dopo Paderno Dugnano, la tangenziale attraversa un innovativo tunnel fonico che riduce l'impatto sonoro ed ambientale nei quartieri più vicini all'arteria. Sono inoltre in fase di completamento in quest'ultimo tratto ulteriori opere di mitigazione dell'impatto ambientale e bretelle lungo la viabilità ordinaria. Presso Baranzate un sovrappasso permette di evitare l'intersezione a raso con la statale Varesina e consente una connessione diretta con la A8 e la A4, per poi snodarsi tra la casa di reclusione di Bollate, la fiera di Rho e l'area Expo. Si interseca infine con la Tangenziale Ovest, oltre la quale prosegue senza soluzione di continuità nella SS33 del Sempione.

## Tabella del percorso
| Tangenziale Nord di Milano | |       |                  |       |
| n°                         | Tipo | ↓km↓  | ↑km↑             | Prov. |
|                            | Tangenziale Est di Milano solo da e verso Bologna                                                                                         | 0,0   | 26,4             | MI    |
|                            | Sesto San Giovanni Sud - Cologno Monzese verso Rho solo entrata                                                                           | 1,0   | 25,4             | MI    |
|                            | Sesto San Giovanni Sesto Marelli-Sesto 1º Maggio                                                                                          | 3,2   | 23,2             | MI    |
|                            | Barriera Sesto San Giovanni pedaggio 2,60€                                                                                                | 3,7   | 22,8             | MI    |
|                            | Autostrada Torino - Venezia | 4,3   | 22,2             | MB    |
|                            | Monza Sant'Alessandro | 4,6   | 21,9             | MB    |
|                            | Monza Sesto 1º Maggio | 5,3   | 21,2             | MB    |
|                            | Cinisello Balsamo Robecco solo uscita in direzione Bologna, solo entrata in direzione Rho                                                 | 5,8   | 20,7             | MB    |
|                            | Monza Villa Reale Superstrada Milano-Lecco entrata solo verso Bologna                                                                     | 6,5   | 20,0             | MI    |
|                            | Cinisello Balsamo sud Milano v.le Zara | 6,6   | 19,9             | MI    |
|                            | Cinisello Balsamo Nord - Muggiò | 8,5   | 18,0             | MI    |
|                            | Nova Milanese | 9,5   | 17,0             | MB    |
|                            | Area Servizio "Cinisello Balsamo Nord" | 10,5  | -                | MI    |
|                            | Vecchia Valassina direz. Erba alias Paderno Calderara                                                                                     | 11,5  | 15,0             | MI    |
|                            | Superstrada Milano - Meda | 13,0  | 13,5             | MI    |
|                            | Cormano-Bollate | 16,0  | 10,5             | MI    |
|                            | Bollate-Novate | 19,9  | 6,6              | MI    |
|                            | Baranzate | 20,9  | 4,8              | MI    |
|                            | Autostrada Milano - Varese | 21,5  | 4,3              | MI    |
|                            | Mazzo di Rho - Expo Triulza | - 4,0 | 21,6 = racc.-4,4 | MI    |
|                            | Autostrada Torino - Venezia in direzione Monza entrata solo da Venezia, in direzione Rho uscita solo verso Venezia Pero - Fieramilano est | - 3,0 | 2,4              | MI    |
|                            | Fieramilano ovest | - 0,6 | 1,3              | MI    |
|                            | Tangenziale Ovest di Milano | - 0,1 | 0,4              | MI    |
|                            | Rho del Sempione | - 0,0 | 0,0              | MI    |

Nota: la chilometrica inversa non è ufficiale